# 塩化ナトリウム
塩化ナトリウム（えんかナトリウム、英: sodium chloride）は、化学式 NaCl で表されるナトリウムの塩化物である。単に塩（しお）、あるいは食塩と呼ばれる場合も多いが、本来「食塩」は食用や医療用に調製された塩化ナトリウム製品を指す用語である。式量58.44である。
人（生体）を含めた哺乳類をはじめとする地球上の大半の生物にとっては、必須ミネラルであるナトリウム源として、生命維持になくてはならない重要な物質である。
天然には岩塩として存在する。また、海水の主成分として世界に広く分布する塩（）でもある（約2.8%）。この他、塩湖や温泉（食塩泉）などにも含有されていることで知られる。

## 性質
塩（えん）の中でも正塩（せいえん）の1種。結晶構造は塩化ナトリウム型構造で、塩化物イオンとナトリウムイオンから成るイオン結晶であり絶縁体である。常温、大気圧下で白色の固体。無臭だが、独特の塩味を持つ。純粋な塩化ナトリウムは20°Cでは湿度75%まで潮解性を示さない。
融点800.4°C。溶融するとナトリウムイオンと塩化物イオンに分離するため電気を通すようになる。溶融時には揮発性を持つ。
塩酸と水酸化ナトリウムの中和によって得られ、水溶液は中性を示し伝導性を有する。
{\displaystyle {\ce {HCl + NaOH -> NaCl + H2O}}}
塩化ナトリウムの温度変化による溶解度の変化は非常に小さく、冷却による再結晶化では少量の結晶しか得られない。一般には、水（溶媒）を蒸発させて溶液の濃度を高めるか、塩化水素ガスを吹き込んで溶液中の塩化物イオン濃度を高めて結晶化させる方法がとられる（原理は記事 溶解度積を参照）。

## 資源
海水中の塩化ナトリウムの存在量は膨大であるが、同じく膨大な量が存在する岩塩も利用されている。
世界の食塩の生産量は2008年で2億650万トンと言われており、そのうち海水からの天日塩が約36%である。日本の工業塩の年間需要は約740万トンであり全量メキシコ、オーストラリアの天日塩を輸入している。日本ではかつて塩田で海水を濃縮して得ていたが、現代ではイオン交換膜を用いて工業生産している。

## 用途
- 主要化学原料である塩素、塩酸、水酸化ナトリウムの原料として工業的に大量に消費され、これらの製品を通じて間接的に様々な化学製品に利用されている。
- かつてはソルベー法によりガラスの原料である炭酸ナトリウムを工業的に製造する際の原料として用いられた。
- 氷（雪）に塩化ナトリウムを混ぜたものは、寒剤として利用される。氷と塩化ナトリウムを3:1の質量比で混ぜると温度が−21°Cまでになる。また、凝固点が下がることを利用し、空調・冷凍関係のブラインとして利用されることもある。
- 塩化ナトリウムは調味料の塩の主要な成分であり食品の調理・加工に利用される。ただし、摂取し過ぎると高血圧の要因となる[2]。また、胃にも多大な負担を掛け、胃炎から胃癌を発生させる原因ともなり得る。
- 低融点の架橋剤を加え、流動性・防湿性を持たせたものは、金属ナトリウムやカリウム、マグネシウムなどの金属火災の消火剤として用いられる。他の消火剤と見分けやすくするため、薄黒褐色に着色するよう定められている。
- 小学校では溶解度の変化を見るためにホウ酸、ミョウバンと並ぶ有名な化学物質である。
- 赤外線領域におけるプリズム、ウィンドウ、レンズとして利用される。
- ゴムの製造において、ブナ、ネオプレン、白ゴムタイプの製造には塩化ナトリウムを使用する。塩化ブタジエンを原料とする乳化ラテックスを凝固させる際には塩水と硫酸を使用する。
- 高速道路を建設する際に地盤を固める目的で塩化ナトリウムを加えることがある。これにより、湿度や交通荷重の変化が引き起こす地表面のずれの影響を最小限にできる。
- 塩化ナトリウムは吸湿性があるので、時に安くて安全な乾燥剤として使用されることもある。また、塩漬けは昔からの有効な食品保存方法で、浸透圧の影響でバクテリアから水分を奪い、増殖するのを防ぐ。
- 硬水にはカルシウムイオンやマグネシウムイオンが含まれているが、これらは石鹸の作用を阻害し、産業用および家庭用の装置や配管にアルカリミネラルの沈殿物を形成する。業務用および家庭用軟水化装置にはイオン交換樹脂が使われており、硬度の元となる阻害イオンを取り除くことができる。このイオン交換樹脂は塩化ナトリウムを用いて生成、再生されている。